# Mwene-Ditu
Mwene-Ditu è un centro abitato della Repubblica Democratica del Congo, situato nella Provincia di Lomami.